# Indonesia en los Juegos Olímpicos de Montreal 1976
Indonesia estuvo representada en los Juegos Olímpicos de Montreal 1976 por siete deportistas, cinco hombres y dos mujeres, que compitieron en cinco deportes.
El equipo olímpico indonesio no obtuvo ninguna medalla en estos Juegos.